# Dag van de Grondwet (Mexico)
De Dag van de Grondwet (Spaans: Día de la Constitución) is een nationale feestdag in Mexico.
Oorspronkelijk werd de dag op 5 februari gevierd, de dag waarop in 1857 de Mexicaanse grondwet van 1857 en in 1917 de Mexicaanse grondwet van 1917 werd uitgeroepen. Sinds 2006 vindt de Dag van de Grondwet echter plaats op de eerste maandag in februari.
Daar de Dag van de Grondwet een officiële feestdag is zijn overheidsinstellingen, waaronder scholen, gesloten, evenals de meeste bedrijven. Doorgaans houden de president en de meeste gouverneurs en burgemeesters een toespraak waarin zij de waarden van de grondwet uitdragen, stilstaan bij de daden van Benito Juárez en Venustiano Carranza en soms oproepen tot politieke (grondwettelijke) hervormingen. Verder wordt de dag echter niet zo uitgebreid gevierd als de meeste andere feestdagen van het land.